# 魯智深 (プロレスラー)
魯智深（ノ・ジシム）のリングネームで知られる金 柱容（Kim Ju-Yong、朝鮮語: 김주용、1958年 - ）は、大韓民国全羅南道高興郡出身のプロレスラーである。李王杓の元ナンバー2として韓国プロレス界を支えた。

## 略歴
1980年、釜山で本名「金柱容」で越中詩郎相手にデビュー。李王杓の団体でWWA極東ヘビー級王者になり、韓国プロレス界の屋台骨を支えていた。2011年にはスーパー・クレイジー相手に防衛戦を行った。坊主頭にヒョウ柄のアマレスタイツという出で立ちでファイトする。外見が大木金太郎に似ているので頭突きを使うが、意外とテクニシャンでアマレスの下地もあり各種の大技も使う。世界のプロレスに来たトリプルK2号＝コリアン・キラー・ケッシャ2号（大木金次郎）でもある。身長180cm。体重105kg。

## タイトル歴
- WWA極東ヘビー級王座 : 1回[4]

## 得意技
- 頭突き
- ジャーマンスープレックス
- スタナー